# Vladimir Bugarski
Vladimir Rasate (bug. Владимир Расате), bugarski knez (889. – 893.); najstariji sin kneza Mihaela Borisa I. i njegove žene, Marije. Preuzeo vlast u Bugarskoj nakon što se njegov otac povukao u manastir. Godine 892. sklopio je vojni savez s njemačkim kraljem Arnulfom Karantanskim protiv Velike Moravske. Nastojao je iskorijeniti kršćanstvo u svojoj zemlji i obnoviti poganska vjerovanja. Tim činom izazvao je otpor plemstva i naroda, zbog čega je Boris I. napustio manastir, svrgnuo sina s vlasti, oslijepio ga i zatočio. Novim vladarom proglasio je mlađeg sina Simeona.